# Romero Britto
Romero Francisco do Pinto Brito (Recife, 6 de outubro de 1963), mais conhecido como Romero Britto, é um pintor, escultor e serígrafo brasileiro radicado nos Estados Unidos.
Considerado um dos artistas mais prestigiados pelas celebridades americanas, já pintou quadros para personalidades como Michael Jackson, Madonna e Arnold Schwarzenegger. Também produziu telas para nomes como Dilma Rousseff, Bill Clinton e o casal real Príncipe William e Kate Middleton, e a convite do então Príncipe Charles, jantou no Palácio de Buckingham.

## Vida e obra

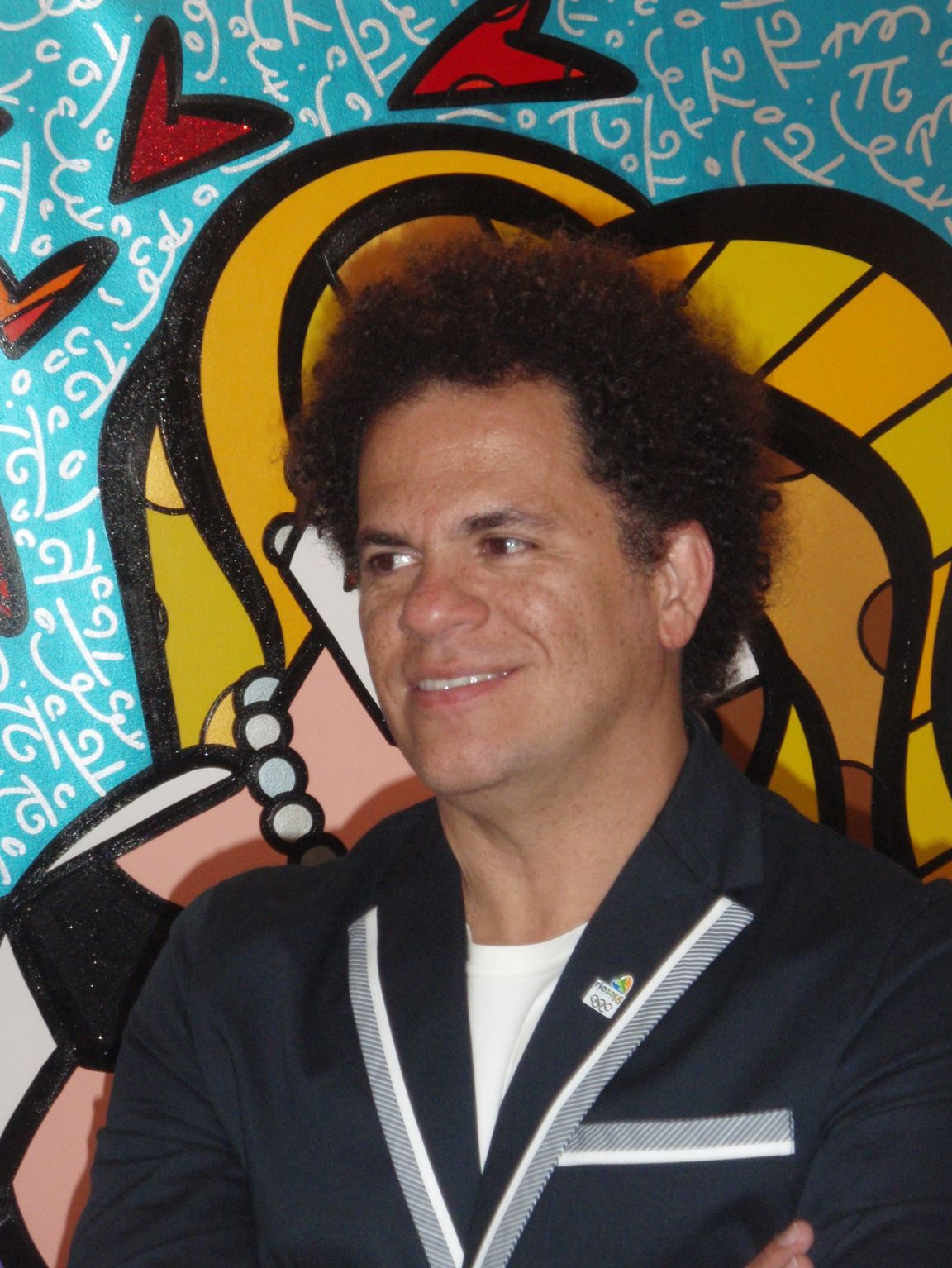
Romero em 2009.

Romero Britto nasceu no dia 6 de outubro de 1963, na capital do estado de Pernambuco, Recife, filho de Rosimiro da Silva Brito e Maria de Lourdes Marques dos Santos. Ele começou sua carreira aos 18 anos em Pernambuco, mas desde os 8 anos passou a se interessar pelas artes plásticas. Britto alega ter criado seus quadros para invocar o espírito de esperança e transmitir uma sensação de aconchego. Suas obras são chamadas, por colecionadores e admiradores, de “arte da cura”.
Romero Britto é irmão do técnico de futebol Baltemar Britto por parte de pai. Foi casado com a norte-americana Cheryl Ann Britto (falecida em 2018), com quem teve um filho, Brendan Britto. Desde 1988 mora em Miami, na Flórida, Estados Unidos.
Britto é um conservador. Em 2015, ele organizou uma arrecadação de fundos para o candidato presidencial republicano Jeb Bush em seu estúdio em Miami, onde revelou um mural que ele e a esposa de Jeb Bush, Columba, pintaram com o slogan "#AllInForJeb". Anteriormente, o artista havia realizado uma arrecadação de fundos em sua galeria para o candidato presidencial republicano de 2012, Mitt Romney. Ele apoia publicamente o ex-presidente do Brasil, Jair Bolsonaro. Em março de 2020 o presenteou com seu próprio retrato.

## Carreira
|                                   |  |                                                        |
| Romero com Dilma Rousseff em 2011 |  | Romero com Jair Bolsonaro e Michelle Bolsonaro em 2020 |

Em 2005, foi nomeado embaixador das artes da Flórida pelo ex-governador daquele estado, Jeb Bush. Concomitantemente, em 2005 e 2006, foi convidado a participar da Bienal de Florença com outros artistas internacionais.
O artista foi convidado por três vezes para ser palestrante no World Economic Forum; recebeu convite para fazer a abertura do Super Bowl XLI com o Cirque du Soleil, e ainda para criar uma coleção de selos postais para a ONU, além de inúmeros outros convites. Romero Britto está presente em coleções particulares e é requisitado por empresas do mundo a incorporar sua arte. Dentre elas tem-se: Absolut, Disney, Pepsi, Microsoft e Audi. Romero é proprietário de duas galerias: uma localizada em Miami Beach, na Lincoln Road, e outra projetada pelo arquiteto João Armentano, na cidade de São Paulo.
No carnaval do Rio de Janeiro de 2012, foi homenageado pela escola de samba Renascer de Jacarepaguá, que contou a vida do artista, em sua estreia no Grupo Especial, com o enredo: "Romero Britto, o artista da alegria dá o tom na folia". A escola foi a primeira a desfilar no domingo de carnaval. Já em 2014, fez parcerias no ramo de móveis, uma delas com a Wood Store Marcenaria, situada na região de Osasco, em São Paulo.[carece de fontes?]

## Controvérsias
Em agosto de 2020 viralizou na internet um vídeo no qual uma mulher quebra na frente de Romero Britto uma de suas obras, deixando o artista estupefato com a situação. A mulher era dona de um restaurante em Miami onde Romero Britto teria frequentado e humilhado os funcionários. O marido dela teria então comprado a obra nominada Big Apple, estimada em US$ 4,8 mil, ou cerca de R$ 25,9 mil, e a mulher foi até a galeria do artista, que fica em frente ao seu restaurante, quebrando a arte na frente dele. Segundo Romero, o vídeo é antigo, de um fato ocorrido em 2017. O assunto chegou a ficar nos trending topics do Twitter como um dos mais comentados do mundo. Ante a repercussão, o artista divulgou uma nota de esclarecimento:
Não admito desrespeito e jamais tive a intenção de desrespeitar alguém. A internet é muitas vezes injusta e as pessoas não estão preocupadas com a verdade. Gostam de confusão, drama, negatividade, de julgar sem analisar os fatos. Vou continuar minha missão de alegrar o mundo, que, como nunca, precisa de mais amor, felicidade, esperança e otimismo.— Romero Brito 

## Estilo
Romero Britto é conhecido como artista pop brasileiro, radicado em Miami. Suas obras caíram no gosto das celebridades por sua alegria e sua cor, tendo sido alçado para a fama ao realizar a ilustração de uma campanha publicitária da vodca sueca Absolut.

## Obras públicas
- For You

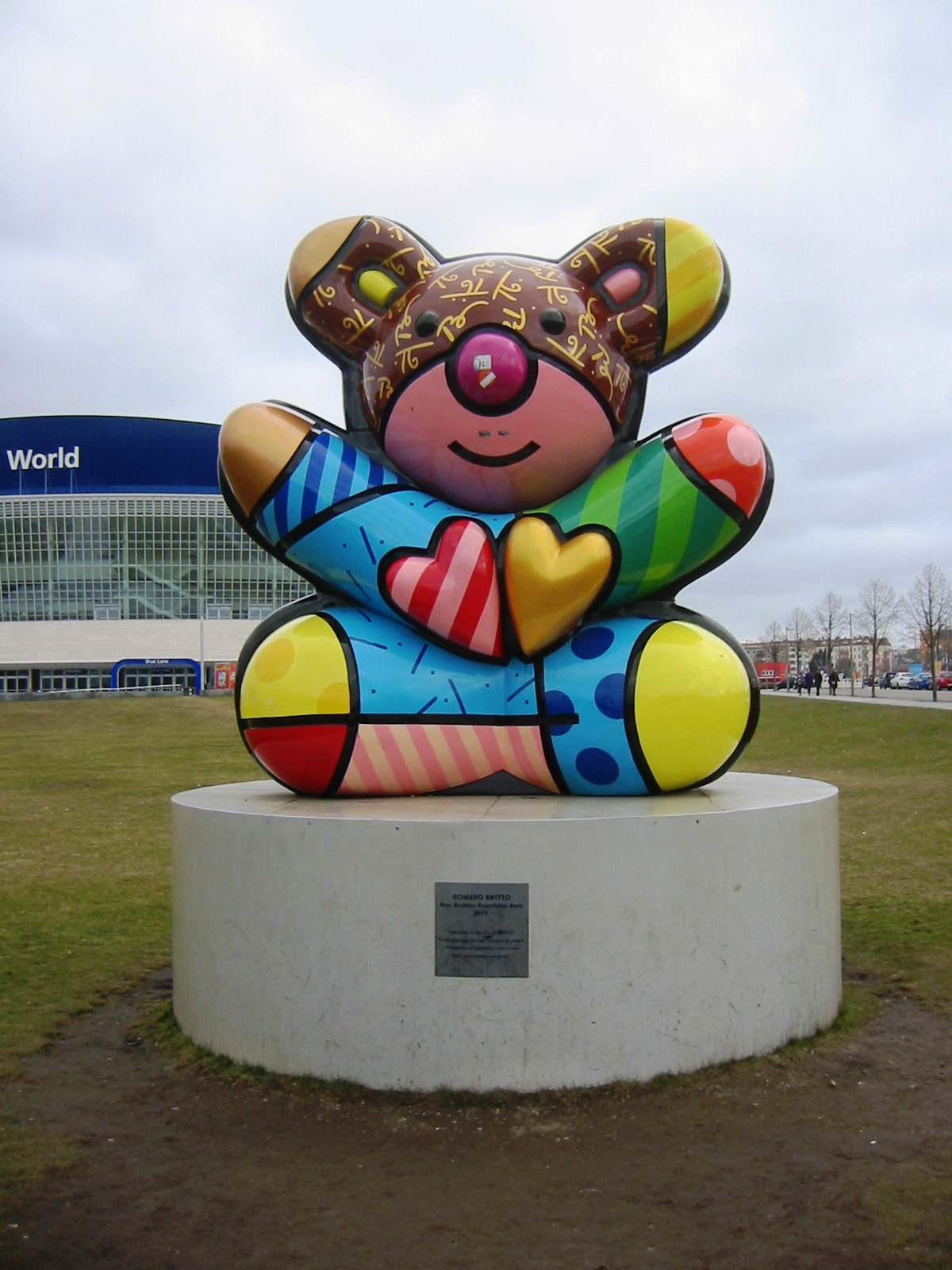
Obra de Romero Britto na arena O2 World em Berlim.

- Aeroporto de Belo Horizonte, Brasil;
- Aeroporto Santos Dumont, RJ - Brasil
- Aeroporto de Brasília, Brasil;
- Aeroporto de Curitiba, Brasil;
- City of Bay Harbor, Flórida;
- Museu de São Paulo, Brasil;
- Midtown Shops, Miami, Flórida;
- Dancing Boy
- City of Beaulieu, França;
- Midtown Shops, Miami, Flórida;
- Azul
- Basel Children's Hospital, Basel, Suíça;
- Beach Ball
- Museum of Art & Science, Tallahassee, Flórida;
- Aeroporto do Recife, Brasil;
- Aeroporto de Salvador, Brasil;
- Florida House, Washington DC;
- Flying Fish
- Basel Convention Center, Ramada Inn, Suíça;
- Big Temptation
- Saugatuck, Michigan;
- Big Apple
- Aeroporto JFK, New York, NY;
- Aeroporto La Guardia, New York, NY;
- Escola Robert Shriver, Maryland;
- Palmer Trinity School, Pinecrest, Flórida;
- The Good Girl
- Hillel Academy, Miami, Flórida;
- All About Fun
- Mariner of the Seas, Royal Caribbean;
- The Bookworm
- Palmetto Bay Library, Flórida
- Tina the Pirate Girl
- Grapeland Park, Flórida
- Boomfish
- Grapeland Park, Miami, Florida; Hotel Waldhaus, St. Moritz
- Flower Pot
- Pinecrest Public Library, Flórida;
- Squeaki
- Grapeland Park, Miami, Flórida;
- Garden Butterfly
- Arts Park, Young Circle, Hollywood, Flórida;
- Ecole Supérieure d'Arts Plastiques de Monaco;
- Midtown Shops, Miami, Flórida;
- Montreux Jazz
- Raffles le Montreux Palace Hotel, Suíça;
- Dolphin Girl
- Aeroporto de Fernando de Noronha, Brasil;
- Millie the Bunny
- Bush Presidential Library, Washington DC;
- Miami Kids
- Miami Children’s Museum, Miami, Florida;
- Florida Girl
- The Falls, Palmetto Bay, Flórida;
- Welcome Sheba
- Sheba Medical Center, Tel Aviv, Israel;
- Welcome
- Dadeland North Plaza, Miami, Flórida;
- Kendall Kids
- Kendall Village Shopping Center, Miami, Flórida;
- Love Blossoms, Miami, Flórida;
- Ice Skater, Miami, Flórida
- Northen Star, Miami Beach, Flórida